# Parexarrhenus excellens
Parexarrhenus excellens är en skalbaggsart som beskrevs av Stefan von Breuning 1938. Parexarrhenus excellens ingår i släktet Parexarrhenus och familjen långhorningar. Inga underarter finns listade i Catalogue of Life.